# San Juan - Laventille
San Juan - Laventille (ⓘ) is een regio in Trinidad en Tobago.
San Juan - Laventille telt 136.759 inwoners op een oppervlakte van 220 km².